# Яковівка
Якові́вка — село в Україні, у Близнюківській селищній громаді Лозівського району Харківської області. Населення становить 58 осіб. До 2020 орган місцевого самоврядування — Добровільська сільська рада.

## Географія
Село Яковівка знаходиться на правому березі річки Опалиха, примикає до сіл Одинецьке і Ганнівка, за 2 км розташоване село Добровілля.

## Історія
1858 — дата заснування.
За даними 1859 року Яківці було панським селом, у якому було 10 подвір'їв й 89 мешканців.
Під час організованого радянською владою Голодомору 1932—1933 років померло щонайменше 9 жителів села.
12 червня 2020 року, відповідно до Розпорядження Кабінету Міністрів України № 725-р «Про визначення адміністративних центрів та затвердження територій територіальних громад Харківської області», увійшло до складу Близнюківської селищної громади.
19 липня 2020 року, в результаті адміністративно-територіальної реформи та ліквідації Близнюківського району, увійшло до складу Лозівського району Харківської області.